# Michail Andreevič Miloradovič
Michail Andreevič Miloradovič, in russo Михаил Андреевич Милорадович? (San Pietroburgo, 1º ottobre 1771 – San Pietroburgo, 26 dicembre 1825), è stato un generale russo che partecipò alle campagne militari contro Napoleone Bonaparte e morì assassinato da Pëtr Grigor'evič Kachovskij durante l'insurrezione dei decabristi.

## Biografia
Di origine serba, la famiglia nobile dei Miloradović-Rabrenović era originaria dell'Erzegovina e faceva parte della famiglia reale russa.
Miloradovich prestò servizio agli ordini del generale Suvorov nelle guerre contro la Turchia e la Polonia e nelle campagne d'Italia e di Svizzera nel 1799, ove si distinse come comandante.
Nel 1805, dopo aver ottenuto il grado di tenente generale, prestò servizio agli ordini del generale Mikhail Kutuzov combattendo ad Austerlitz, ove la sua colonna tenne le alture del Pratzen.
Durante la guerra russo-turca del 1806-1812 si distinse parecchie volte: sconfisse i turchi a Obileşti (nell'attuale Romania, 1807) e per la battaglia di Rassevat (Bulgaria, 1809) ottenne la promozione a generale di fanteria nel 1810.
Durante la campagna napoleonica di Russia fu protagonista e fu tra quelli che riscossero maggiori successi: nella battaglia di Borodino comandò l'armata della riserva e, successivamente, la retroguardia che ritardò la conquista di Mosca. Appena Napoleone iniziò la ritirata da Mosca, egli sconfisse i francesi a Vjaz'ma. In seguito il suo corpo d'armata fu uno dei più attivi nel perseguire la ritirata della Grande Armée.
Nel 1813 comandò la retroguardia degli alleati nella battaglia di Bautzen. Nella battaglia di Kulm comandò i corpi russi e prussiani e così in quella di Lipsia. Nel 1814 comandò il contingente alleato nei Paesi Bassi.
A partire dal 1818 fu governatore di San Pietroburgo. Il 14 dicembre 1825 tentò di calmare i dirigenti decabristi al senato. Popolare nell'esercito, era sul punto di riuscire ad esortare i principali dirigenti quando Evgenij Petrovič Obolenskij lo ferì con un colpo di baionetta. Fu successivamente ucciso a pugnalate da Pëtr Grigor'evič Kachovskij, uno dei ribelli più radicali.
Soprannominato da Suvorov "il volteggiatore per eccellenza", meritò la stima di Gioacchino Murat, che egli combatté spesso. Nel 1812 essi si scambiarono i mantelli, in segno di reciproca stima.